# Ікод-де-лос-Вінос
Ікод-де-лос-Вінос (ісп. Icod de los Vinos) — невелике старовинне канарське містечко на півночі острова Тенерифе.

## Історія

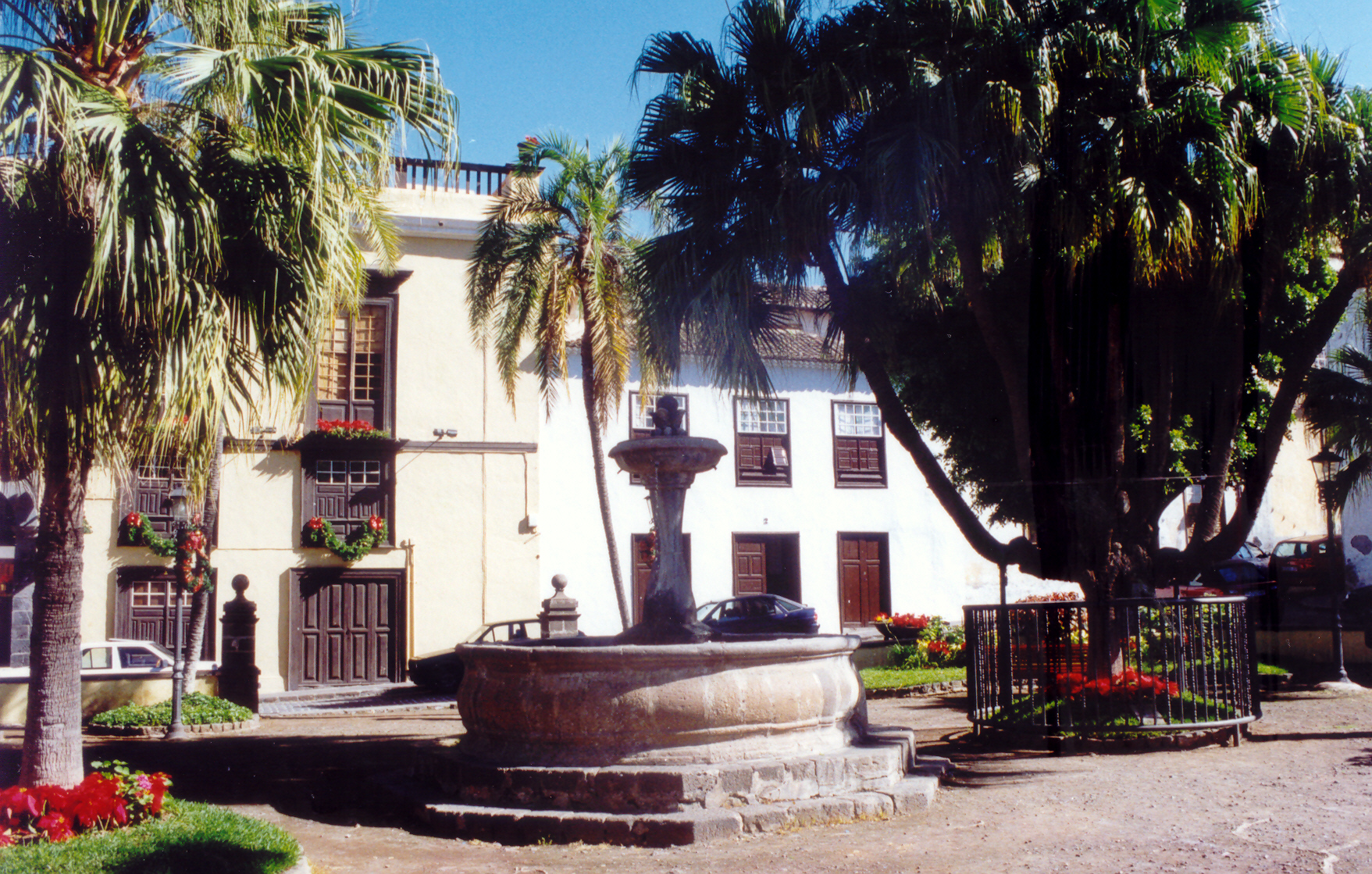
Площа де ла Піла

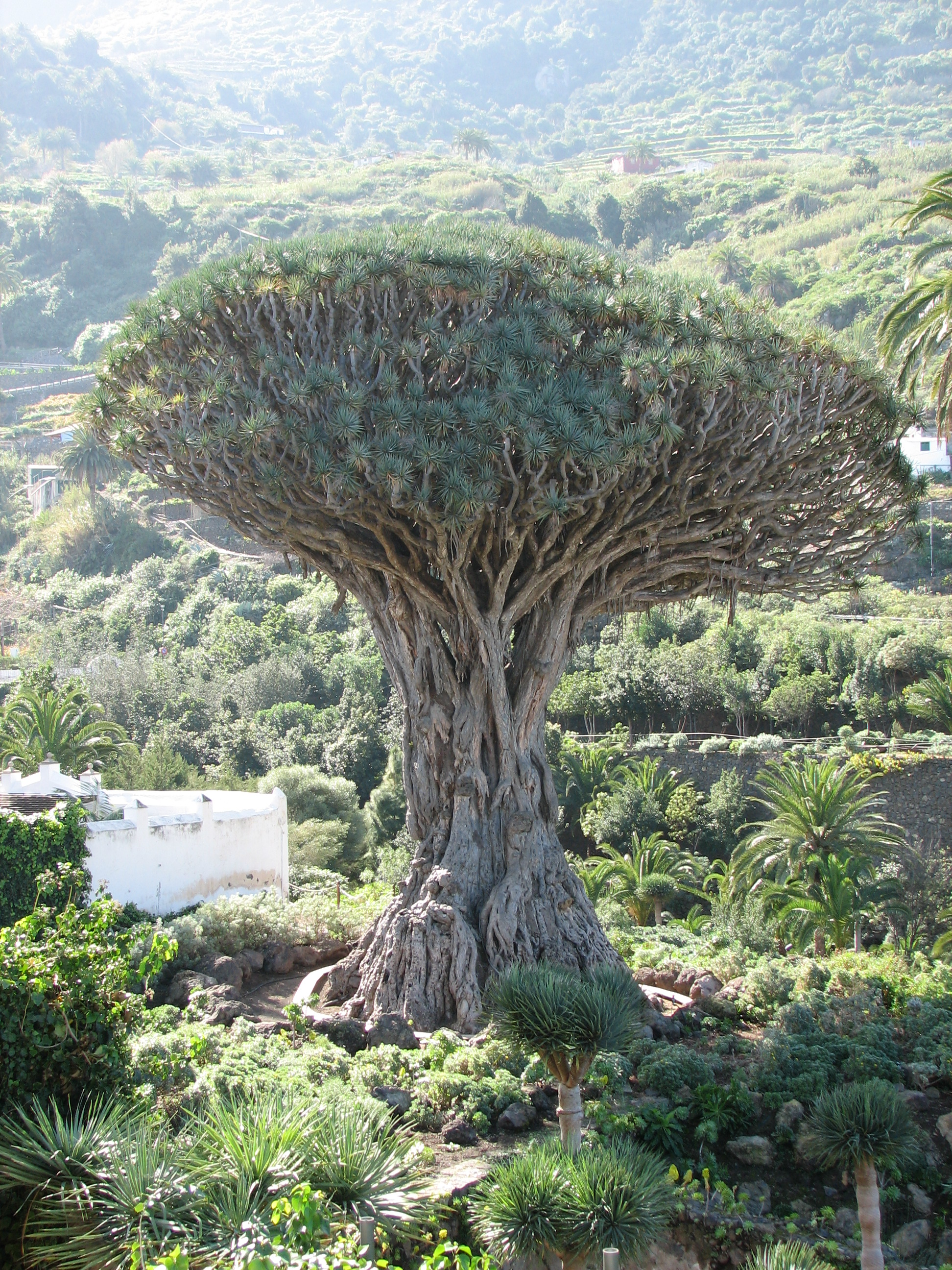
Тисячолітнє Драконове дерево

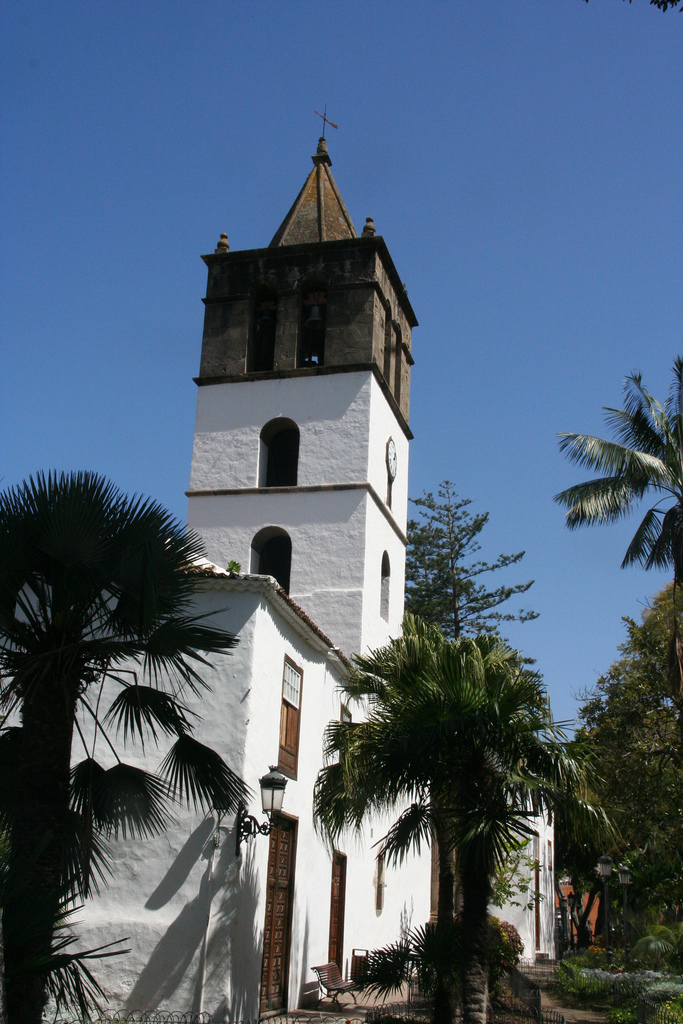
Церква Святого Марка

З моменту свого заснування (1496 р.) воно називався Ікод, і тільки в середині XVI століття, у зв'язку зі збільшенням виробництва всесвітньо відомого вина, за ним закріпилася назва — Ікод-де-лос-Вінос.

## Розташування
Ікод-де-лос-Вінос знаходиться на безперервному схилі від Teide Pico Viejo (Тейде Піко Вьєхо) до Атлантичного океану.

## Пам'ятки
Важливим символом міста є Драконове дерево (Dracaena draco). Його зображення є навіть на міському гербі. Рослині, що збереглася в Ікод-де-лос-Вінос, близько 1 000 років.
Поруч знаходиться Центр метеликів Драго (ісп. Mariposario del Drago) — місце, де найрізноманітніші види метеликів вільно літають у тропічному саду.
Також біля Парку Драконова дерева на Пласа-де-Лоренсо Касерес (ісп. Plaza de Lorenzo Cáceres) розташована Церква Святого Марка (ісп. Iglesia de San Marcos). Ця будівля була побудована в першій половині XVI століття і є представником істинного канарського стилю.
Неподалік від Ікод-де-лос-Вінос розташована лавова печера острова Тенерифе — Куева-дель-В'єнто (ісп. Cueva del Viento), що простягнулася більш ніж на 17 кілометрів.